# La memoria de las mariposas
La memoria de las mariposas (englisch: The memory of butterflies; deutsch: Die Erinnerung der Schmetterlinge) ist ein Dokumentarfilm aus dem Jahr 2025, der von Tatiana Fuentes Sadowski als Regiedebüt geschrieben, koproduziert und inszeniert wurde. Der Film dokumentiert die verloren gegangene Geschichte zweier Menschen, die während des Kautschukbooms versklavt wurden. Es ist eine Reise durch die Archive des Amazonas, die Forschung, Spekulationen und die eigene Familiengeschichte der Filmemacherin miteinander verbindet.
Der Film wurde für das Programm Forum für die Internationalen Filmfestspiele Berlin 2025 ausgewählt, wo er am 16. Februar 2025 uraufgeführt wurde.

## Zusammenfassung
Omarino und Aredomi waren zwei südamerikanische Indigene, die während des Kautschukbooms versklavt wurden. Ein einziges existierendes Bild der beiden veranlasste die Filmemacherin Sadowski zu einer intensiven Auseinandersetzung mit den Verbindungen ihrer Vorfahren zur Kautschukindustrie. Ihre Geschichten verweben sich in „La memoria de las mariposas“, zu einer persönlichen Reise, die Realität und Träume, Geschichte und Fantasie miteinander verschmelzen lässt. Diese Reise erforscht die Zusammenhänge von Macht, Erinnerung, Verantwortung und Vermächtnis.

## Produktion
Der Film wurde mit Unterstützung des portugiesischen Instituto do Cinema e do Audiovisual, des DAFO - Peru Cinema Institute, der Ford Foundation und Tambo Films gedreht.

## Auszeichnungen
| Auszeichnung                       | Datum            | Kategorie                     | Empfänger                 | Ergebnis        | Quelle      |
| ---------------------------------- | ---------------- | ----------------------------- | ------------------------- | --------------- | ----------- |
| Berlin International Film Festival | 23. Februar 2025 | Berlinale Dokumentarfilmpreis | Tatiana Fuentes Sadowski  | Special Mention | [ 7 ] [ 8 ] |
| Berlin International Film Festival | 23. Februar 2025 | FIPRESCI Prize                | The Memory of Butterflies | Gewonnen        | [ 9 ]       |